# Commander in Chief
Commander in Chief es un drama televisivo centrado en la vida política y personal de Mackenzie Allen (Geena Davis), la primera mujer presidente de los Estados Unidos, quien ascendió al puesto después de que el anterior presidente, Teddy Bridges (Will Lyman), muriera en el cargo por culpa de un repentino aneurisma cerebral. 
La serie empieza, en el capítulo piloto, con Mackenzie en París asistiendo a una supuesta reunión para intentar impedir que maten a una chica nigeriana por cometer adulterio. Durante una representación de un coro escolar, avisan a Mackenzie (vicepresidente en esos instantes) de que Jim Gardner (jefe de personal) y Melanie Blackston (fiscal general) están fuera y quieren hablar con ella. Le comentan que Teddy Bridges tiene un aneurisma y no podrá desempeñar el cargo. Según la línea de sucesión marcada por la 25.ª Enmienda, ella es la siguiente pero automáticamente le piden que renuncie. Mackenzie se lo piensa pero, en el último momento y con su discurso de renuncia en la mano, decide que ella puede y debe desempeñar el cargo aunque solo sea para evitar que Nathan Templeton (Donald Sutherland) llegue al máximo poder. 
Se pueden destacar, entre muchas, dos grandes frases dichas por Mackenzie Allen:
- Voy a gobernar este país y si alguna nación islámica no tolera a una mujer presidente, te prometo que será más su problema que el mío. (Piloto - 1x01)
- Es importante que ustedes, el pueblo, sepan que sus representantes que nuestro gobierno, nuestra libertad, nuestros derechos, no están en venta. Si lo hacen, les prometo lo siguiente: el fin de la política de siempre y el inicio de la verdadera independencia política. (El Estado de la Unión - 1x13)

El 13 de mayo de 2006 la cadena ABC anunció que el show había sido cancelado.
Commander in Chief es de algún modo una secuela de la exitosa El ala oeste de la Casa Blanca, que también parte de la improbable ficción de un presidente "inelegible": el profesor universitario, premio en Ciencias Económicas en memoria de Alfred Nobel y católico del este Josiah "Jed" Bartlet.